# Liste des ducs et marquis du Frioul
La liste des ducs et marquis du Frioul réunit les souverains qui ont régné sur le duché du Frioul au sein du royaume lombard fondé en 568 puis, après la conquête par Charlemagne en 774, de la marche du Frioul sous la domination des royaumes francs. Au travers des différentes constructions politiques, territoriales et dynastiques qui se succédèrent, ces titres sont portés par divers nobles et souverains de diverses nationalités, en relation avec le Frioul, dont :

## Ducs lombards de Frioul

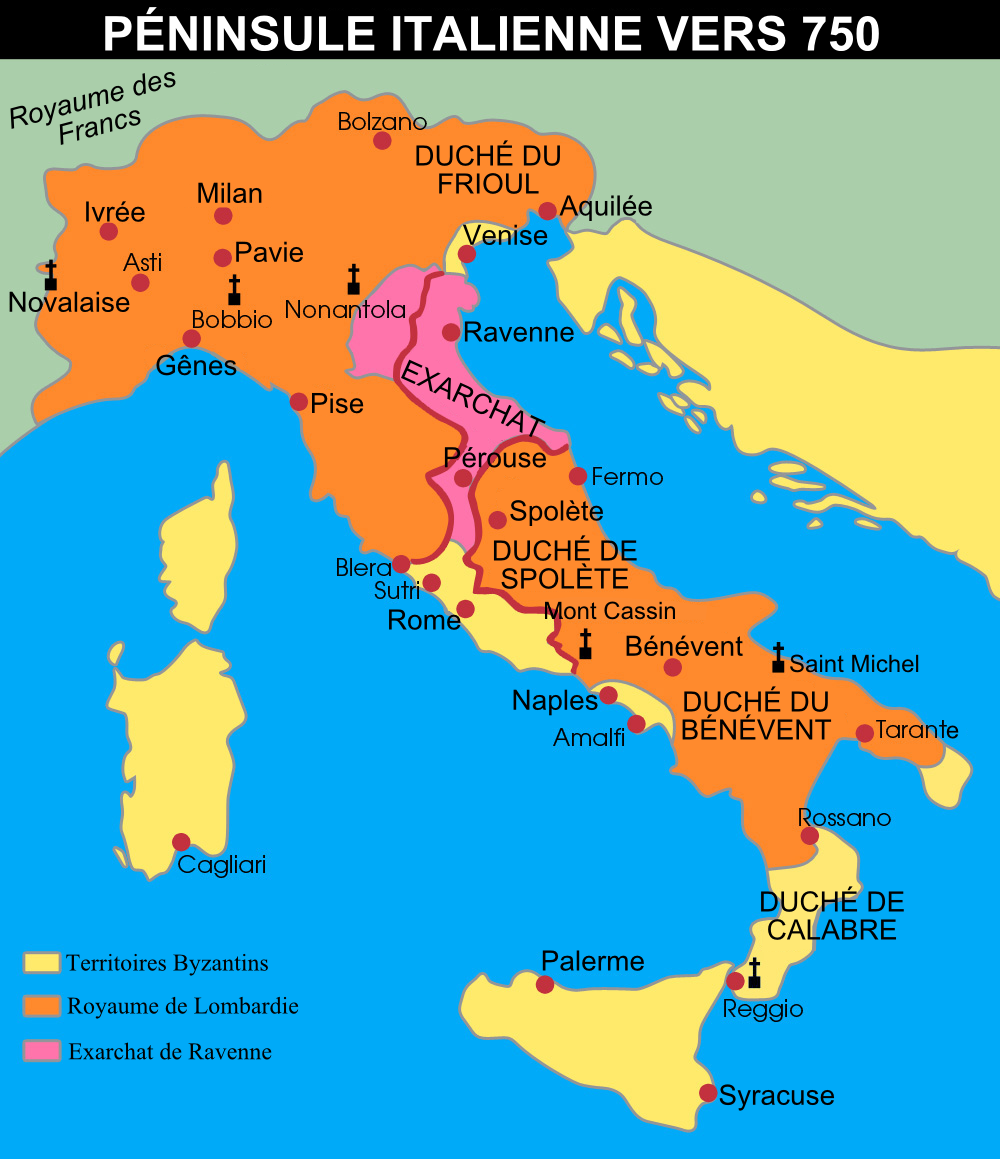
L'Italie au cours de la période lombarde.

Après l'occupation de l'ancienne Regio X Venetia et Histria par Alboïn, roi des Lombards, en 568, il a nommé son neveu Gisulf Ier dux (duc) à Forum Iulii, l'actuelle ville de Cividale qui devint alors la capitale du duché du Frioul.
- 568-580 : Gisulf Ier
- 580-590 :  Grasulf Ier
- 590-610 : Gisulf II[1]
- 610-625 :  Taso et Kako, fils de Gisulf II
- 625-652 :  Grasulf II, frère de Gisulf II
- 652-663 : Ago
- 663-666 : Lupus
- 666-667 : Arnefrid, fils de Lupus
- 667-678 : Wechtari
- 678-684 : Landari
- 684-695 : Rodoald
- 695-695 : Ado, frère de Rodoald
- vers 695-706 : Ferdulf
- vers 706-706 : Corvolus
- vers 706-737 : Pemmo fils de Billo
- 737-744 : Ratchis
- 744-749 : Aistolf, frère de Ratchis
- 749-751 : Anselme, beau-frère d'Aistolf
- 751-774 : Petrus
- 774-776 : Rotgaud

## Ducs et marquis francs de Frioul
Rotgaud, dernier duc lombard, a été destitué et tué par les forces de Charlemagne en 776. La marche carolingienne du Frioul a donc vu le jour ; les souverains portent continûment le titre de dux Foroiulanus, mais avaient perdu leur autonomie.
- 776-787 : Marcaire
- 787-789 : Unroch
- 789-799 : Éric
- 799-808 : Onfroy
- 808-811 : Aio
- 817-819 : Cadolah
- 819-828 : Baldéric

S'étant montré incapable de s'opposer à Omourtag, khan des Bulgares, qui venait de dévaster impunément les frontières de l'Empire carolingien en Pannonie, Baldéric est démis de ses fonctions en février 828. L'empereur Louis le Pieux, au lieu de nommer un nouveau duc de Frioul, partage ce territoire en quatre comtés. Le noble Évrard, issu de la haute noblesse franque appartenant à la famille des Unrochides, fut nommé nouveau marquis.

### Unrochides
- 828-866 : Évrard
- 866-874 : Unroch III, fils aîné d'Évrard
- 874-924 : Bérenger, frère cadet d'Unroch III

Sous le règne du roi Otton Ier, en 952, le Frioul fut rattaché à la vaste marche de Vérone.

## Ducs de l'Empire français
Sous le Premier Empire, en 1808, le titre de « duc de Frioul » a été attribué à Géraud Christophe Michel Duroc, grand maréchal du palais. 
- 14 novembre 1808 – 23 mai 1813 : Michel Duroc (1772-1813), 1er duc de Frioul et de l'Empire ;
- 28 octobre 1813 – 24 septembre 1829 : Hortense Duroc (1812-1829), fille du précédent, 2e duchesse de Frioul[2].

## Source
- Gianluigi Barni La conquête de l'Italie par les Lombards, Le Mémorial des Siècles, Albin Michel, Paris 1975  (ISBN 2226000712).